# تیم ملی بسکتبال مردان جزایر سلیمان
تیم ملی بسکتبال جزایر سلیمان نماینده جزایر سلیمان در مسابقات بین‌المللی است.